# Bulbokapnin
Bulbokapnin je alkaloid prisutan u Corydalis (Papaveraceae) i Dicentra, biljkama familije Fumariaceae, koji može da uzrokuje fatalno trovanje ovaca i goveda. On deluje kao inhibitor acetilholinesteraze, i inhibira biosintezu dopamina putem inhibicije enzima tirozinska hidroksilaza.